# BREN-Tower

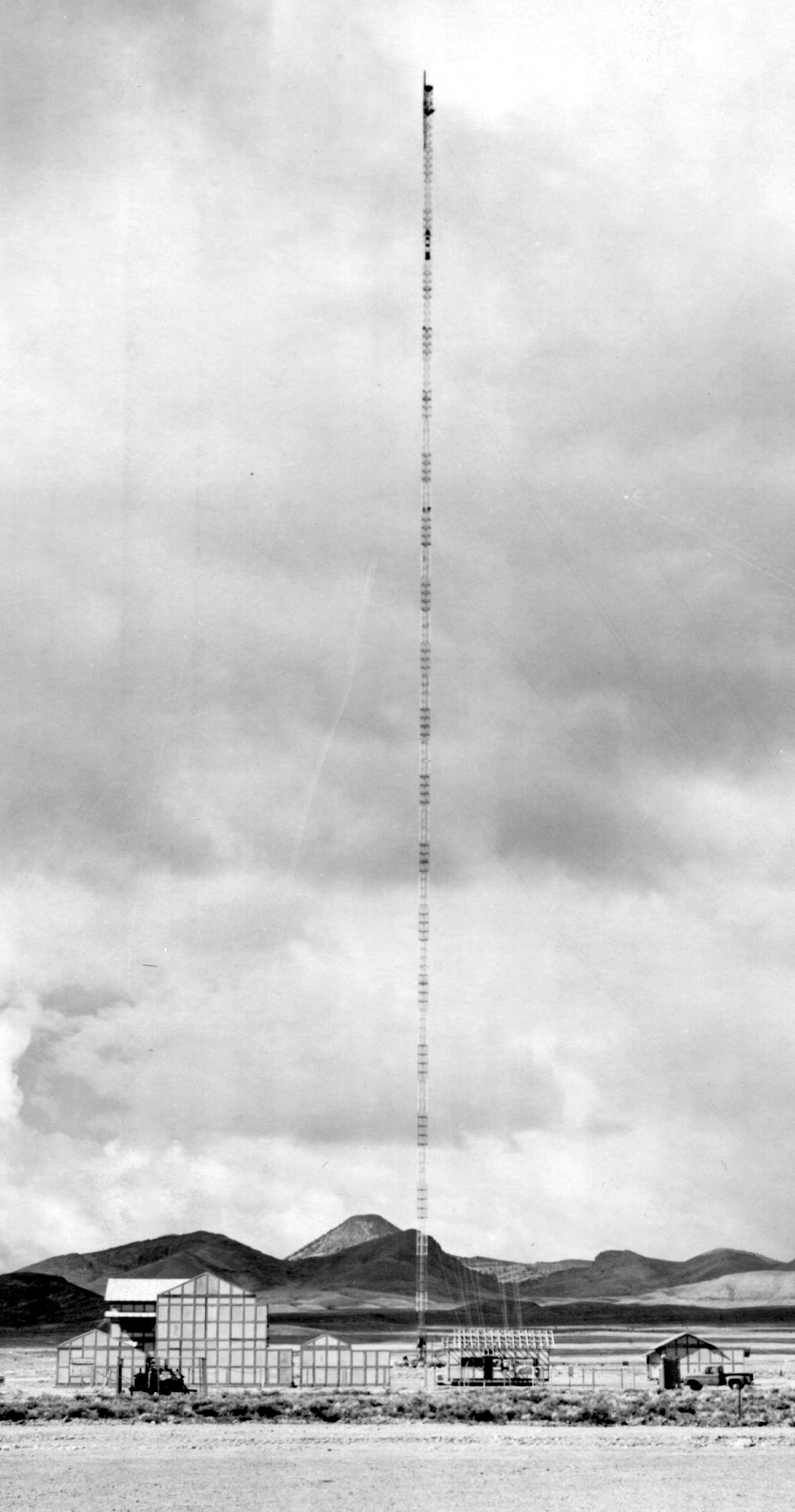
BREN-Tower

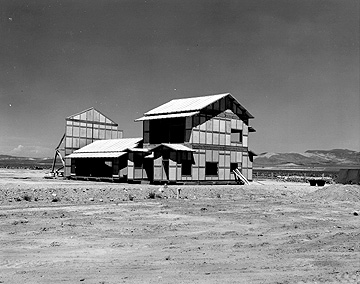
Nachgebautes japanisches Haus in Yucca Flat

Der BREN-Tower (BREN = Bare Reactor Experiment – Nevada) war ein vorgefertigter, abgespannter Stahlfachwerkmast von 465 Metern Höhe, der 1962 auf dem Atombombentestgelände in Yucca Flat, Nevada (Vereinigte Staaten) errichtet wurde.

## Beschreibung
Der Turm wurde für Messungen und Untersuchungen genutzt, um die Strahlungsexposition der Atombombenexplosionen von Hiroshima und Nagasaki mit Hilfe eines an diesem Turm verschiebbaren, nicht abgeschirmten Kernreaktors zu simulieren. Im Inneren des Mastes selbst befand sich ein Personenlift; verschiedene Häuser japanischer Bauart wurden nahe dem Mast errichtet.
Da unterirdische Atomtests die weitere Nutzung gefährdeten, wurde der BREN-Tower 1966 abgebaut und bei 36° 46′ 50″ N, 116° 14′ 36″ W am Standort Jackass Flats, ebenfalls auf dem Atombombentestgelände, wiederaufgebaut. Damit ist er bis heute das höchste Bauwerk, das an einen anderen Standort versetzt wurde. Er wurde anschließend für das HENRE-Beschleuniger-Projekt (High Energy Neutron Reactions Experiment) benutzt.
Am 23. Mai 2012 wurde der BREN-Tower gesprengt.